# طواف يوتا 2012
طواف يوتا 2012 (بالإنجليزية: 2012 Tour of Utah)‏ هو سباق دراجات هوائية من فئة  سباق المرحلة، وهو الموسم رقم 8 من طواف يوتا، وأقيم خلال الفترة من 7 أغسطس 2012، وحتى 12 أغسطس 2012.
فاز  بالمركز الأول يوهان تشوب، وبالمركز الثاني Matthew Busche ‏، وبالمركز الثالث ليوبولد كونيغ.

## الفائزون
| الترتيب | الفائز          |
| ------- | --------------- |
| الفائز  | يوهان تشوب      |
| الثاني  | Matthew Busche ‏ |
| الثالث  | ليوبولد كونيغ   |